# Kassandane
Kassandane lub Kassandana – żona króla Persji Cyrusa II Wielkiego z którym miała czwórkę dzieci (bądź piątkę źródłowanych na podstawie dokumentów utworzonych za życia Cyrusa Wielkiego): Kambyzesa II, który był następcą tronu ojca i podbił Egipt; Bardije, który również przez krótki czas panował jako król Persji; córkę imieniem Atossa, która później poślubiła Dariusza Wielkiego; oraz kolejną córkę o imieniu Roksana.
Jej córka Atossa odegrała ważną rolę w rodzinie królewskiej Achemenidów, ponieważ poślubiła Dariusza Wielkiego i urodziła mu kolejnego króla Achemenidów, Kserksesa I. Według Herodota po śmierci Kassandany cały naród perski popadł w „ogromą żałobę”. Według relacji z kronik Nabonida po jej śmierci w Babilonii przez sześć dni trwała żałoba. Zgodnie z sugestią Mary Boyce grób Kassandane znajduje się w Pasargadach.